# Сестри (фільм, 1973)
Сестри (англ. Sisters) — американський трилер 1973 року режисера Брайана Де Пальми.

## Сюжет
Жінка репортер Грейс баче з вікна своєї квартири, що в будинку навпроти якась дівчина скоїла вбивство молодого чоловіка. Грейс викликає поліцію, але їй не вірять. Вона починає власне розслідування і з'ясовує, що ця дівчина на ім'я Даніель має сестру Домінік з якою вони колись були сіамськими близнюками, а після зробленої операції живуть окремо. Але одна з сестер — цілком нормальна, а інша постійно відчуває манії і напади агресії.

## У ролях
| Актор            | Роль                              |
| ---------------- | --------------------------------- |
| Марго Кіддер     | Даніель Бретон / Домінік Бленчіон |
| Дженніфер Солт   | Грейс Кольєр                      |
| Чарльз Дернінг   | Джозеф Ларч                       |
| Вільям Фінлі     | Еміль Бретон                      |
| Лайл Вілсон      | Філіп Вуді                        |
| Барнард Г'юз     | Артур МакЛеннен                   |
| Мері Девенпорт   | місіс Пейсон Кольє                |
| Дольф Світ       | детектив Келлі                    |
| Олімпія Дукакіс  | Луїза Віланскі                    |
| Катрін Геффіган  | Арлін                             |
| Джастін Джонстон | Елейн Д'Анна                      |
| Джеймс Мейпс     | охорона                           |
| Берт Річардс     | працівник лікарні                 |